# Архиепархия Бангалора
Архиепархия Бангалора (лат. Archidioecesis Bangalorensis) — архиепархия Римско-Католической церкви c центром в городе Бангалор, Индия. В митрополию Бангалора входят епархии Белгаума, Беллари, Гулбарги, Карвара, Майсура, Мангалора, Удупи, Чикмагалура, Шимоги. Кафедральным собором архиепархии Бангалора является церковь святого Франциска Ксаверия.

## История
13 февраля 1940 года Римский папа Пий XII выпустил буллу Felicius increscente, которой учредил епархию Бангалора, выделив её из епархии Майсура.
19 сентября 1953 года Римский папа Пий XII издал буллу Mutant res, которой возвёл епархию Бангалора в ранг архиепархии.
14 ноября 1988 года архиепархия Бангалора передала часть своей территории для возведения новой епархии Шимоги.

## Ординарии архиепархии
- епископ Maurice-Bernard-Benoit-Joseph Despatures (13.02.1940 — 6.09.1942);
- архиепископ Thomas Pothacamury (Pothakamuri) (15.10.1942 — 11.01.1968);
- архиепископ Дурайсами Симон Лурдусами (11.01.1968 — 30.04.1971);
- архиепископ Packiam Arokiaswamy (6.12.1971 — 12.09.1986);
- архиепископ Alphonsus Mathias (12 settembre 1986 — 24 marzo 1998 dimesso)
- архиепископ Ignatius Paul Pinto (10.09.1998 — 22.07.2004);
- архиепископ Бернард Блазиус Морас (22.07.2004 — 19.3.2018, в отставке);
- архиепископ Peter Machado (19.03.2018 — по настоящее время).

## Источник
- Annuario Pontificio, Libreria Editrice Vaticana, Città del Vaticano, 2003, ISBN 88-209-7422-3
- Булла Felicius increscente Архивная копия от 27 марта 2010 на Wayback Machine, AAS 32 (1940), стр. 346  (лат.)
- Булла Mutant res Архивная копия от 3 сентября 2013 на Wayback Machine, AAS 46 (1954), стр. 83  (лат.)